# 삼락 나들목
삼락 나들목(Samnak IC)은 부산광역시 사상구 삼락동과 강서구 대저1동에 걸쳐 설치된 중앙고속도로의 1번 교차로이다. 중앙고속도로의 기점은 삼락 나들목에서 부산 방향으로 0.20 km 떨어진 지점에 위치해 있다.
강서낙동강교에 설치된 나들목으로 낙동강을 기준으로 남단의 구조물과 북단의 구조물로 구분되며, 전자가 일반적으로 삼락 나들목이라 알려져 있다. 낙동강 남단의 구조물은 강변대로, 관문대로와 직결되어 부산 도심으로의 진입을 수월하게 하고 있다. 낙동강 북단의 구조물은 김해공항 나들목(Gimhae Airport IC)이라고 불리기도 하며 공항로를 통해 김해국제공항으로 진출이 가능하다. 한국도로공사 홈페이지와 포털 지도 등에서 이 표현을 사용하나 공식 명칭은 아니며, 설치된 표지판과 구간거리표 등에서 삼락 나들목의 일부로 취급된다.

## 연혁
- 1999년 7월 1일 : 부산대구고속도로 삼락 나들목 ~ 대저 분기점(강서낙동강교) 구간 개통과 함께 통행 개시[1]

## 구조물 정보

### 삼락동 방향(남단)
낙동강 남단에 위치하며 강변대로와 교차한다. 대저 분기점 ↔ 강변대로 (하구둑 방향) / 백양터널 ↔ 강변대로 (양산 방향) 간의 이동만 가능하다. 이외의 경우에는 강변대로에 설치된 회차로를 이용한다.
- 위치 : 부산광역시 사상구 삼락동

### 대저동 방향(북단)
낙동강 북단에 위치하며 부산시내에서 김해국제공항·대저1동 방향으로의 진출과 김해국제공항·대저1동에서 부산시내 방향으로의 진입만 가능하다. 춘천 방향과 대저1동 간의 이동은 대저 분기점을 이용하여야 한다.
- 위치 : 부산광역시 강서구 대저1동

## 접속하는 도로

### 삼락동 방향(남단)
- 부산광역시도 제33호선 (관문대로)
- 부산광역시도 제66호선 (강변대로)
- 간접 연결 : 10호선 남해고속도로 (덕천 나들목 이용)

### 대저동 방향(북단)
- 부산광역시도 제31호선 (공항로)
- 체육공원로